# Пйомбіно-Дезе
Пйомбіно-Дезе (італ. Piombino Dese, вен. Piombino Dese) — муніципалітет в Італії, у регіоні Венето, провінція Падуя.
Пйомбіно-Дезе розташоване на відстані близько 420 км на північ від Рима, 37 км на північний захід від Венеції, 22 км на північ від Падуї.
Населення — 9553 особи (2014).
Щорічний фестиваль відбувається 19 березня. Покровитель — [San Giuseppe].

## Демографія
Населення за роками:

Станом на 1 січня 2023 року в муніципалітеті офіційно проживав 991 іноземець з 42 країн, серед них 377 громадян країн Євросоюзу та 4 громадяни України.

## Уродженці
- Джузеппе Бальдо (*1914 — †2007) — відомий у минулому італійський футболіст, півзахисник.

## Сусідні муніципалітети
- Кампозамп'єро
- Істрана
- Лореджа
- Моргано
- Резана
- Требазелеге
- Веделаго
- Церо-Бранко